# موزیلا سان‌برد
موزیلا سان‌برد یک برنامهٔ تقویم آزاد و متن‌باز متوقف‌شده است که توسط بنیاد موزیلا، سان مایکروسیستمز و بسیاری از داوطلبان دیگر توسعه یافته است. موزیلا سان‌برد به عنوان «یک برنامهٔ تقویم مستقل میان‌سکویی مبتنی بر زبان رابط کاربری زول موزیلا» توصیف شده‌است. سان‌برد، که در ژوئیهٔ ۲۰۰۳ معرفی شد، نسخه‌ای مستقل از پروژه تقویم موزیلا بود.